# David Habarugira
David 'Deef' Habarugira (Bujumbura, 16 augustus 1988) is een Burundees voetballer die sinds 2021 uitkomt voor KFC Diest. Hij speelt als verdediger. Sinds 2008 is hij ook Burundees international.

## Clubcarrière
Habarugira groeide op in Brussel en begon zijn carrière in 2002 bij de jeugd van RSC Anderlecht. Zijn professionele carrière begon bij Royale Union Saint-Gilloise. Habarugira werd uitgeleend door zijn club aan deze toenmalige tweedeklasser. Zijn eerste professionele wedstrijd speelde hij tegen KV Kortrijk op 22 september 2007.
Habarugira tekende, na een positieve testperiode, op 14 augustus 2009 een contract bij het Amerikaanse DC United uit de Major League Soccer. Habarugira speelde echter geen minuut in de competitie, hij kwam alleen driemaal in actie in de CONCACAF Champions League. Op 20 januari 2010 werd zijn contract bij DC United verbroken. Hierna zat hij tot 2012 zonder club.
In 2012 tekende Habarugira een contract bij RWDM Brussels FC. De club ging echter in 2014 in vereffening. Hierna tekende hij 9 juli 2014 een contract bij Sint-Truidense VV. Habarugira werd in zijn eerste seizoen bij STVV meteen kampioen in Tweede klasse. De verdediger bleef echter actief in de tweede divisie, want op het einde van het seizoen trok hij naar Lierse SK. Habarugira kwam in het begin nog veel aan spelen toe bij Lierse, maar uiteindelijk belandde hij er in de B-kern.
Na het faillissement van Lierse trok hij naar de Zwitserse derdeklasser FC Stade Lausanne-Ouchy, maar dat werd geen succes. Uiteindelijk haalde Leopold FC hem in februari 2020 terug naar België. Sinds medio 2020 speelt Habarugira bij het Belgische KFC Diest waarmee hij in het eerste seizoen meteen 2de werd in het klassement en nipt de promotie naar 2de amateur miste.

## Interlandcarrière
Habarugira maakte zijn debuut in het Burundees voetbalelftal op 1 juni 2008 in de kwalificatiewedstrijd voor het wereldkampioenschap voetbal 2010 tegen de Seychellen. In 2014 was hij met Burundi actief in het kwalificatietoernooi voor de African Cup of Nations 2015.

## Statistieken
| seizoen | club                         | land             | competitie              | wed.        | goals       |
| ------- | ---------------------------- | ---------------- | ----------------------- | ----------- | ----------- |
| 2007/08 | →Royale Union Saint-Gilloise | België           | Tweede klasse           | 24          | 0           |
| 2008/09 | RSC Anderlecht               | België           | Eerste klasse           | 1           | 0           |
| 2009/10 | DC United                    | Verenigde Staten | Major League Soccer     | 0           | 0           |
| 2010/11 | Zonder club                  | Zonder club      | Zonder club             | Zonder club | Zonder club |
| 2011/12 | Zonder club                  | Zonder club      | Zonder club             | Zonder club | Zonder club |
| 2012/13 | RWDM Brussels FC             | België           | Tweede klasse           | 21          | 1           |
| 2013/14 | RWDM Brussels FC             | België           | Tweede klasse           | 18          | 2           |
| 2014/15 | Sint-Truidense VV            | België           | Tweede klasse           | 22          | 0           |
| 2015/16 | Lierse SK                    | België           | Tweede klasse           | 24          | 1           |
| 2016/17 | Lierse SK                    | België           | Eerste klasse B         | 3           | 0           |
| 2017/18 | Lierse SK                    | België           | Eerste klasse B         | 0           | 0           |
| 2018/19 | FC Stade Lausanne-Ouchy      | Zwitserland      | Promotion League        | 3           | 0           |
| 2019/20 | Leopold FC                   | België           | Derde klasse amateurs 0 | 0           |             |
|         |                              |                  | Totaal                  | 116         | 4           |